# Efemia Chela
Efemia Chela est une autrice, critique littéraire et éditrice zambienne et ghanéenne.

## Biographie
Efemia Chela naît en 1991 en Zambie, d'une famille zambienne et ghanéenne. Elle grandit en Angleterre, au Ghana, au Botswana et en Afrique du Sud.
Elle étudie le français, la littérature et la politique d'abord à l'université Rhodes puis à l'Institut d'études politiques d'Aix-en-Provence.
En 2014, elle publie sa première nouvelle, Chicken, qui est finaliste du prix Caine la même année,,, à l'âge de 22 ans. À cette époque, elle fait du travail au noir et est hébergée gratuitement par divers amis. Après avoir été nommée pour le prix Caine, elle trouve un emploi de gestion des réseaux sociaux de l'association Short Story Day Africa.
En 2016, elle co-dirige une anthologie de nouvelles africaines, Migrations, publiée par Short Story Day Africa. En 2018, elle devient écrivaine en résidence de l'université Rhodes, ; elle publie également une nouvelle dans l'anthologie As You Like It, qui reçoit le prix Gerald Kraak.
Elle est éditrice de la section francophone de The Johannesburg Review of Books,.